# Monumento La Madre India

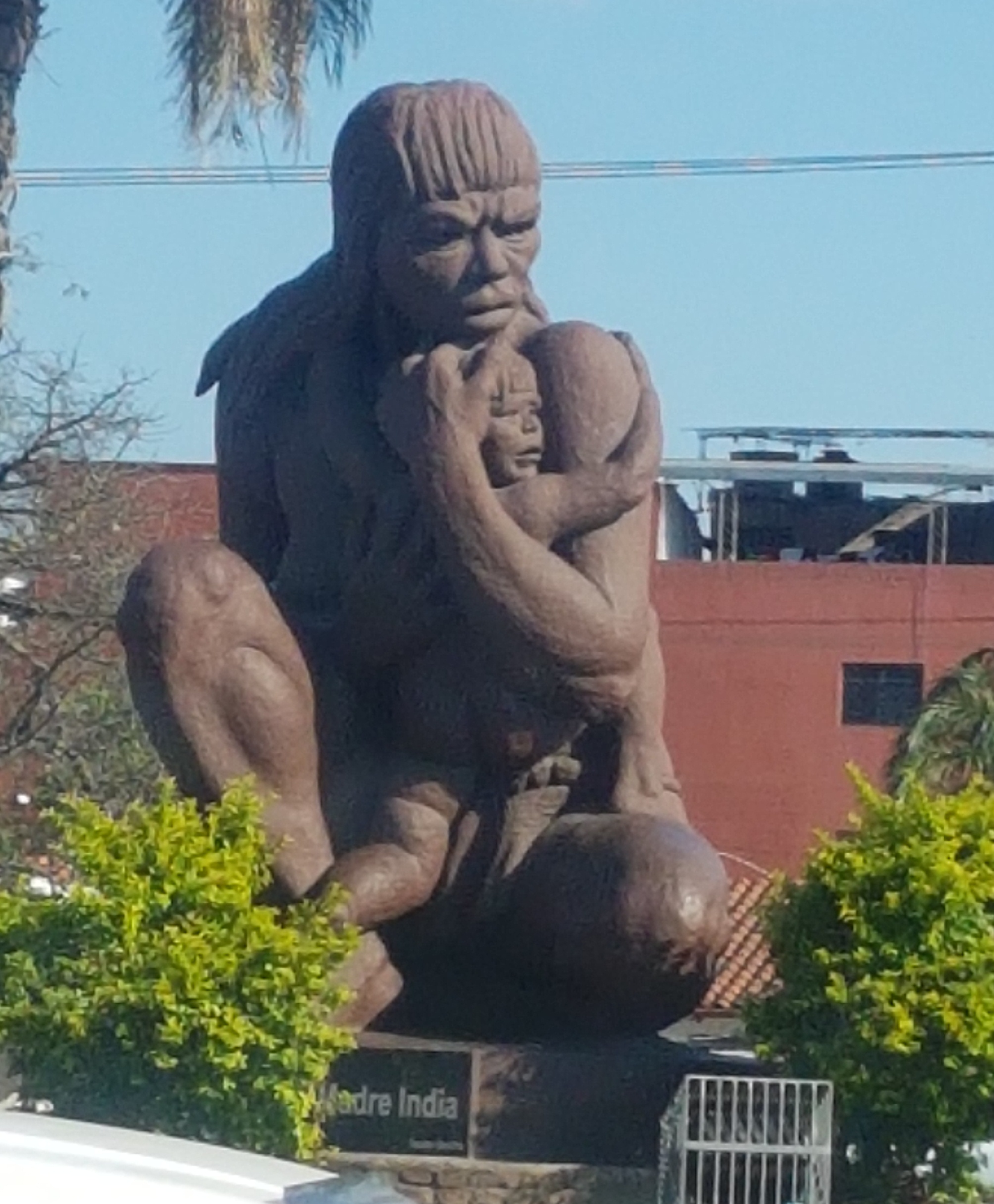
Monumento La Madre India

Monumento La Madre India es una escultura creada por el artista David Paz.

## Trasfondo
La historia dice que fue una experiencia personal que motivó al artista David Paz a plasmar en una escultura, la fortaleza y la ternura de las madres cruceñas. David Paz relató que la historia se remonta al año 1978, cuando estaba circulando con su moto por la Plaza 24 de Septiembre y notó que el ruido del motor asustó a un niño ayoreo  que corrió a los brazos de su madre en busca de protección. David Paz cuenta, que inmediatamente plasmó la escena en arcilla y la presentó a noel kempff mercado, que gestionó ante el alcalde de la época Fernando Sattori la construcción del monumento  es un homenaje a las madres que sin importar la condición social, dan la vida por sus hijos expresó David Paz, que es el autor de la mayoría de los monumentos que adornan la ciudad, como el Chiriguano, Cañoto, Chino Méndez y las Damas Cívicas

## Ubicación
El monumento está situado en la intersección del segundo anillo y Avenida La Barranca, en la ciudad de Santa Cruz de la Sierra, ingreso libre las 24 horas. Tiene una altura total de cuatro metros en la posición que se encuentra. Hasta el día de hoy perdura la ubicación en la que fue construida y fundada pese a ciertas refacciones que hubo en la rotonda.

## Historia
La idea de realizar dicho monumento fue de David Paz Ramos en 1978.
El elaborarla llevó un periodo entre cuatro y seis meses y la idea surge cuando el escultor manejaba su moto por la Plaza 24 de Septiembre, y en una esquina observa a los ayoreos que migran; asentados a un lado de la catedral, con el sonido fuerte de la moto observó cómo corría un niño con mucho miedo a los brazos de su mamá, quien lo acogió de forma muy protectora y consoladora frente a alguna amenaza que creía que había en el contexto. Es por ello, que esa pequeña escena llamó mucho la atención al artista y por ende impulsa a plasmar con exactitud aquel comportamiento de esa madre resguardando a su hijo del peligro.
Paz inmediatamente reflejó la imagen en arcilla y la presentó a Noel Kempff Mercado quien mencionó ante el alcalde de la época  Fernando Sattori
“Es un homenaje a las madres que sin importar la condición social dan la vida por sus hijos”, expresó Paz. Icono para unir madres de diferentes etnias y reivindicar a aquellas olvidadas. Merece que todas las luchas y manifestaciones comiencen y terminen a sus pies.